# Régression marine
Pour les articles homonymes, voir Régression.

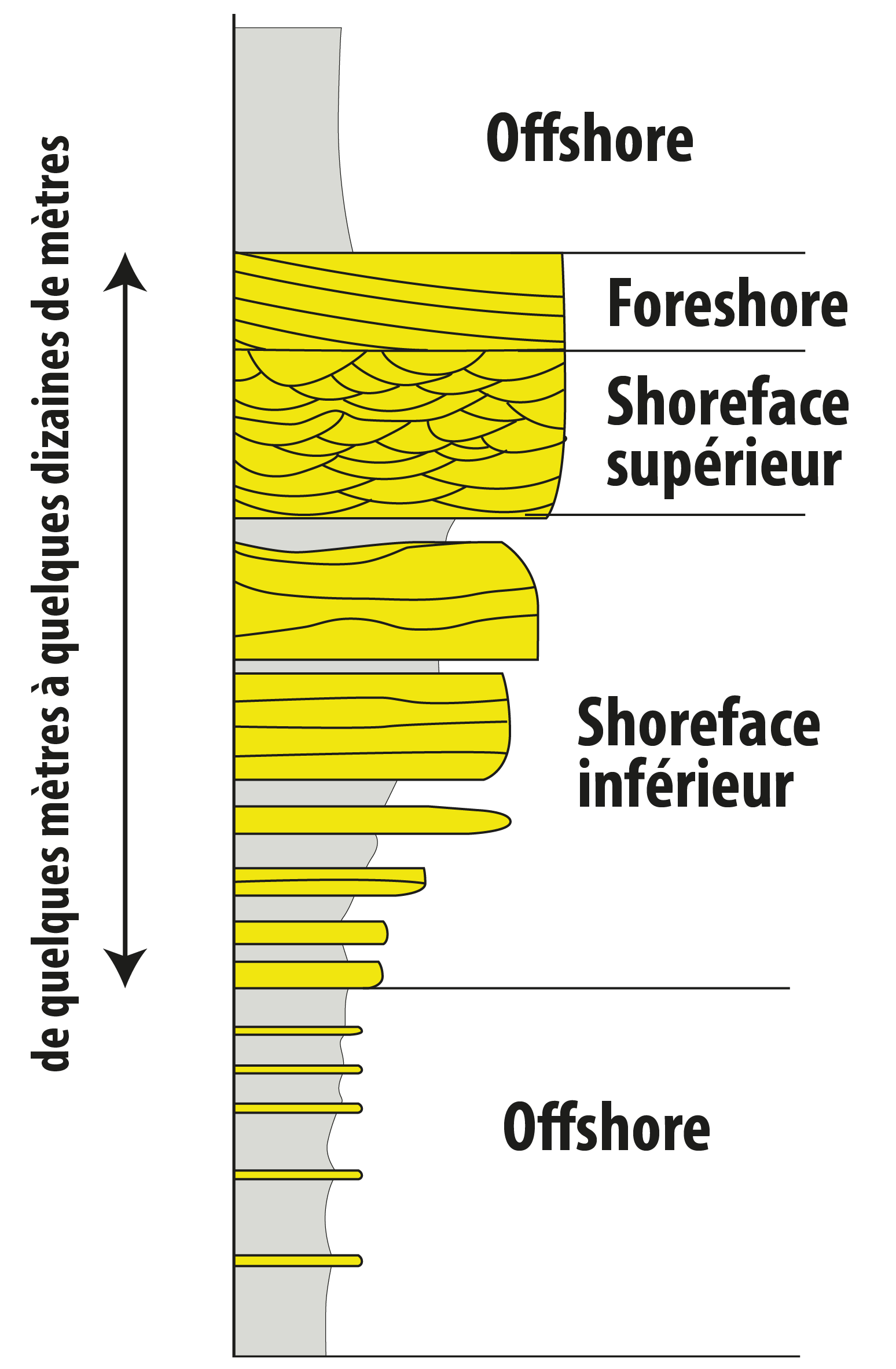
Log stratigraphique d'une régression marine : diminution progressive de la profondeur (passage de l'offshore, au shoreface, au foreshore) puis nouvelle transgression et retour à un environnement offshore.

Une régression marine est un retrait durable de la mer en dessous de ses limites antérieures, se traduisant par un abaissement de la ligne de côte et l'augmentation de la surface des terres émergées.
Ce retrait peut être la conséquence :
- d'un abaissement général du niveau des océans ;
- de l'abaissement du niveau d'une mer fermée ou semi-fermée, dû à un déséquilibre entre les apports et les pertes, notamment par évaporation ;
- d'un soulèvement de la croûte terrestre. Il s'agit d'un des mouvements de l'épirogénèse.